# ニコル・アマルフィ
ニコル・アマルフィ (Nicol Amarfi) は、アニメ『機動戦士ガンダムSEED』に登場する架空の人物。
担当声優は摩味。『スペシャルエディション』以降の関連ゲーム作品では朴璐美。

## 人物
- 人種：コーディネイター（第2世代）
- 生年月日：C.E.56年3月1日
- 没年月日：C.E.71年4月15日
- 星座：魚座
- 血液型：B型
- 年齢：15歳
- 身長：165cm
- 体重：61.5kg
- 趣味：ピアノ演奏

ザフトに所属するモビルスーツ (MS) パイロットで、ラウ・ル・クルーゼの率いるクルーゼ隊の最年少メンバー。エリートの証である赤服を着ている。父親はプラント最高評議会に属する国防委員会・武官の1人であるユーリ・アマルフィ。戦争を好まないが、血のバレンタイン事件によってザフトへの参加を志願した。容姿は母親のロミナ似で、少女のような大きな瞳を持ち、気品漂う甘い顔立ちと雰囲気をしている美少年。同隊のアスラン・ザラとは特に親しい友人同士。
穏やかな性格の平和主義者であるが、祖国と同胞を守らねばならぬという純粋な義務感から戦争への参加を選んだ。しかし、戦闘員としての能力が低いわけではなく、アカデミー時代の総合成績は第3位で、1位のアスラン、2位のイザーク・ジュールに次いでおり、ディアッカ・エルスマンやラスティ・マッケンジーよりも上位者である。判明している詳細なスコアは、MS・射撃・ナイフ・情報関係は3位、爆弾処理では1位。
ピアノ演奏の才能にも秀でており、隊の休暇中にはアスランを自身のリサイタルに招待したこともあった。

## 経歴
クルーゼ隊の一員としてヘリオポリスを襲撃し、G兵器5機のうちブリッツガンダムを奪取し、そのまま搭乗機とする。イザークとディアッカはナチュラルに対して非常に尊大であったが、ニコルにはそういった考えはなく、クルーゼには地球連合軍第8艦隊との交戦中にイザークとディアッカが良い戦いをしているのに対し、ニコルとアスランが甘すぎると言われている。また、イザークとディアッカには臆病者とまで呼ばれていた。
アルテミスでの戦闘において、ニコルのブリッツはミラージュコロイドを使った強襲を行い、アルテミス陥落の端緒となる。アークエンジェルが第8艦隊と合流する前に攻撃を実行しようとした際には、戦闘時間を考えて慎重論を述べていたが、イザークとディアッカにあしらわれてしまう。
地球へ降下した後はオーブ連合首長国近海での戦闘にブリッツで出撃し、キラ・ヤマトのソードストライクガンダムを相手に劣勢を強いられていたアスランのイージスガンダムを援護しようとしたが、反射的に振られたソードストライクのシュベルトゲベールがコクピットを直撃して肉体ごと斬り裂かれ、最期はアスランへの気遣いと「僕の…ピアノ…」という言葉を遺して戦死する。ニコルの死はアスランとキラの間に決定的な暗い影を落とし、彼らの精神に後々まで影響を及ぼす。
イザークやディアッカからはやや侮られていたが、彼らも内心ではニコルを仲間と認めており、彼の死が結果的に隊の結束を高めることとなった。

## 逸話
- 摩味が渡米で一時期休業していた時期に代役を務めた朴璐美も、番組が始まる以前にニコル役のオーディションを受けていた。
- ゲーム『スーパーロボット大戦W』では、条件を満たせば生き残ってプレイヤー部隊に加入し、キラと友人になる。その際、キラとアスランの間に決定的な溝を作る原因となったもう1人の人物であるトール・ケーニヒも叢雲劾に助けられて生き残っており、マルキオ導師の元で揃って治療を受けていた。この際のトールとの出会いが、ニコルの考えを大きく変えることになる。

## 搭乗機
- GAT-X207 ブリッツガンダム